# Ahmed H. Zewail
Ahmed Hassan Zewail (en árabe: أحمد زويل) (Damanhur, Egipto, 26 de febrero de 1946-2 de agosto de 2016) fue un químico y profesor universitario estadounidense, de origen egipcio, galardonado con el Premio Nobel de Química del año 1999 por sus estudios de los estados de transición de las reacciones químicas utilizando espectroscopia de femtosegundo.

## Biografía
Se licenció en química por la Universidad de Alejandría y posteriormente se trasladó a los Estados Unidos para hacer el doctorado por la Universidad de Pensilvania en 1974 en la misma disciplina. Tras trabajar dos años en la Universidad de Berkeley, se trasladó al Instituto de Tecnología de California, donde ocupó la cátedra Linus Pauling de Física Química desde 1990 hasta su muerte.
Zewail estaba casado y tenía cuatro hijos.

## Investigaciones científicas
El interés de Zewail por conocer la dinámica de las reacciones químicas en tiempo real, por saber que pasa exactamente y a qué velocidad entre reactivos y productos, le llevó a proyectar pulsos de láser de muy corta duración sobre las partículas que intervienen en las reacciones.
Basándose en la capacidad de átomos y moléculas de absorber o irradiar  la luz incidente distintamente, modificando el espectro de forma característica para cada uno de ellos.
Zewail pretendía identificar los elementos que aparecían en los estadios intermedios de una reacción (investigaciones que inició a fines de los sesenta). Pero estos estados son extremadamente cortos: del orden de 10 a 100 femtosegundos. No fue hasta mediados de la década de los ochenta, cuando se desarrollaron láseres capaces de lanzar pulsos tan cortos, que Zewail pudo observar (por primera vez usando cianuro de yodo) la partición de una molécula y el posterior alejamiento de los fragmentos restantes.
A partir de aquí, él y su equipo proyectaron numerosos pulsos de láseres sobre distintas reacciones, estudiando en cada caso los enlaces químicos, los estados de excitación y el movimiento de los diferentes átomos y moléculas que aparecen en los sucesivos intermedios. La “filmación” de las reacciones químicas les permitió descubrir que entre reactivos y productos de una reacción suelen aparecer numerosas moléculas altamente inestables y con un tiempo de vida extremadamente corto. 
Esta técnica constituye la base de una nueva rama de la química, la llamada femtoquímica, cuyo desarrollo permite entender mejor las reacciones del metabolismo de los seres vivos (como la fotosíntesis o el efecto que produce la luz sobre los bastoncillos de la retina). Por estas investigaciones le fue concedido el Premio Nobel de Química en 1999.
En mayo de 2008 fue investido Doctor honoris causa por la Universidad Complutense de Madrid. Fue galardonado en 2011 con la medalla Priestley, concedida por la American Chemical Society.